# 페테르스줄무늬쥐
페테르스줄무늬쥐(Hybomys univittatus)는 쥐과에 속하는 설치류의 일종이다. 앙골라와 부룬디, 중앙아프리카공화국, 콩고, 콩고민주공화국, 적도기니, 가봉, 나이지리아, 르완다, 우간다, 잠비아에서 발견된다. 자연 서식지는 아열대 또는 열대 기후 지역의 건조림과 습윤 저지대 숲, 습윤 산지 숲이다.